# شونبرگ (باد کرویتسناخ)
شونبرگ (به آلمانی: Schöneberg) یک شهر در آلمان است که در باد کرویتسناخ واقع شده‌است. شونبرگ ۶۴۶ نفر جمعیت دارد.